# Climat de Meurthe-et-Moselle
Le climat de Meurthe-et-Moselle est de type semi-continental (Cfb selon la classification de Köppen). Les températures sont contrastées, à la fois en journée et entre les saisons. Les hivers sont froids et secs par temps de gel, à noter toutefois une différence assez marquée d'enneigement entre les plaines et les plateaux. En effet, ceux-ci s'élevant entre  300 m et 400 m, voire 500 m pour la colline de Sion, ils sont bien plus exposés à la neige. Les étés ne sont pas toujours ensoleillés mais chauds, les orages sont assez nombreux avec une moyenne plus de 26 jours d'orage par an. Les brouillards sont fréquents à l'automne et les vents rares et peu violents. Les précipitations tendent à être moins abondantes que sur l'ouest de la France. 

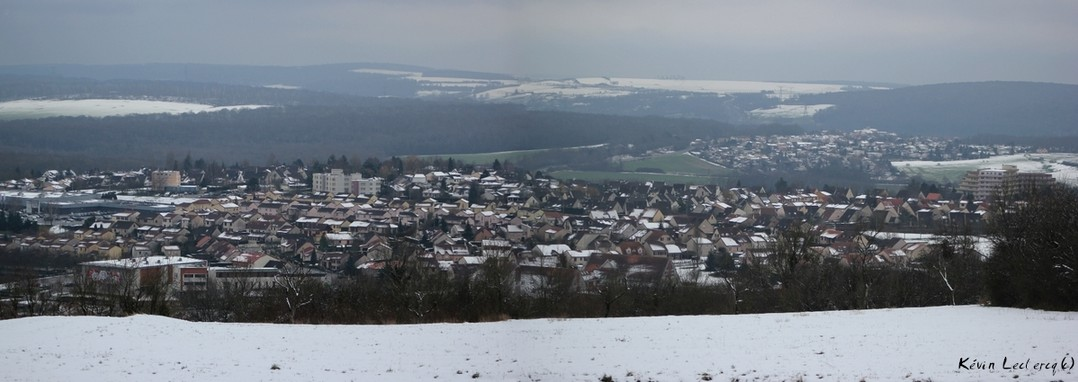
Exemple typique d'une situation ou la plaine est dépourvue de neige alors que les plateaux sont eux recouvert de plusieurs cm de neige

## Caractéristiques climatiques
Météo-France utilise dans le département la station de Nancy-Essey pour ses prévisions locales. Les tableaux ci-dessous reprennent les principales données météorologiques disponibles : 
| Ville             | Ensoleillement | Pluie     | Neige   | Orage   | Brouillard |
| ----------------- | -------------- | --------- | ------- | ------- | ---------- |
| Nice              | 2 694 h/an     | 767 mm/an | 1 j/an  | 31 j/an | 1 j/an     |
| Nancy             | 1 652 h/an     | 759 mm/an | 31 j/an | 26 j/an | 54 j/an    |
| Paris             | 1 797 h/an     | 642 mm/an | 15 j/an | 19 j/an | 13 j/an    |
| Strasbourg        | 1 637 h/an     | 610 mm/an | 30 j/an | 29 j/an | 65 j/an    |
| Moyenne nationale | 1 973 h/an     | 770 mm/an | 14 j/an | 22 j/an | 40 j/an    |

| Mois                                       | Janv | Fév  | Mars | Avr  | Mai  | Juin | Juil | Août | Sept | Oct  | Nov | Déc | Année |
| ------------------------------------------ | ---- | ---- | ---- | ---- | ---- | ---- | ---- | ---- | ---- | ---- | --- | --- | ----- |
| Températures minimales moyennes (°C)       | -0,9 | -0,8 | 1,8  | 3,6  | 7,8  | 11,1 | 13,0 | 12,7 | 9,7  | 6,1  | 2,2 | 0,4 | 5,6   |
| Températures moyennes (°C)                 | 1,8  | 2,8  | 6,2  | 8,8  | 13,2 | 16,4 | 18,7 | 18,5 | 14,9 | 10,3 | 5,2 | 3,0 | 10,0  |
| Températures maximales moyennes (°C)       | 4,4  | 6,3  | 10,5 | 14,0 | 18,6 | 21,6 | 24,3 | 24,2 | 20,1 | 14,5 | 8,2 | 5,5 | 14,3  |
| Moyennes mensuelles de précipitations (mm) | 61   | 56   | 55   | 48   | 70   | 75   | 64   | 58   | 63   | 67   | 68  | 78  | 763   |

| Mois                                | J     | F     | M     | A    | M    | J    | J    | A    | S    | O    | N     | D     |
| ----------------------------------- | ----- | ----- | ----- | ---- | ---- | ---- | ---- | ---- | ---- | ---- | ----- | ----- |
| Températures maximales records (°C) | 16,8  | 20,0  | 24,3  | 29,3 | 35,6 | 36,1 | 38,8 | 39,3 | 33,7 | 30,4 | 21,4  | 18,5  |
| Années des températures maximales   | 1999  | 1960  | 1989  | 1949 | 1922 | 2002 | 1921 | 2003 | 1947 | 1921 | 1927  | 1989  |
| Températures minimales records (°C) | -22,6 | -26,8 | -15,9 | -6,9 | -4,2 | 1,6  | 2,0  | 2,8  | -1,3 | -7,9 | -14,7 | -23,3 |
| Années des températures minimales   | 1968  | 1956  | 1965  | 1922 | 1960 | 1953 | 1960 | 1966 | 1948 | 1950 | 1998  | 1939  |
| Source: Météo France                |       |       |       |      |      |      |      |      |      |      |       |       |